# سانتا ماريا، ريو غراندي دو نورتي
سانتا ماريا بلدية في ولاية ريو غراندي دو نورتي في المنطقة الشمالية الشرقية من البرازيل.   